# Quezon (Nueva Vizcaya)
Quezon es un municipio filipino de cuarta categoría perteneciente a  la provincia de Nueva Vizcaya en la Región Administrativa de Valle del Cagayán, también denominada Región II.

## Geografía
Tiene una extensión superficial de 187.50 km² y según el censo del 2007, contaba con una población de 14.487 habitantes y 3.358 hogares; 19.385 habitantes el día primero de mayo de 2010

### Barangayes
Quezon se divide administrativamente en 12 barangayes o barrios, 11 de  carácter rural y solamente Aurora, es de carácter urbano, mientras que la población, Caliat, es rural:
| - Aurora - Baresbes - Buliwao - Bonifacio - Calaocan - Caliat (Población) | - Darubba - Maddiangat - Nalubbunan - Runruno - Maasin - Dagupan |

## Política
Su Alcalde (Mayor) es Aurelio S. Salunat.

## Historia
El municipio de Quezon fue creado el 18 de junio de  1961, segregado de Solano.
Las primeras elecciones municipales se celebraron el 12 de noviembre de  1963.
Los barangays originales  fueron: Baresbes, Caliat, Buliwao, Darubba, Madiangat y Nalubbunan.
El 12 de noviembre de 1967, se crean los nuevos barangays de Maasin, Calaocan, Bonifacio, Aurora y Runruno.
En 1979 se completa el número de barangays con Dagupan.

## Fiestas locales
- El festival se celebra todos los años entre los día 18 y 19 del mes de junio.
- Fiesta patronal en honor de San Francisco de Asís el día 4 de octubre.[7]